# Calle de Cantarranas
La calle de Cantarranas es una vía pública de la ciudad española de Segovia.

## Descripción
La vía discurre desde la avenida de la Constitución hasta un punto en el que confluye con las calles de Miraflores y de Villalpando. Cruza por la plaza de la Universidad y las calles de la Plata y de las Conchas. Antes de que se encauzara el río Clamores, discurría por el lugar y propiciaba la creación de estancamientos en los que se criaban ranas, hecho al que debe su nombre. Aparece descrita en Las calles de Segovia (1918) de Mariano Sáez y Romero con las siguientes palabras:

Cantarranas.—Va desde la plazuela de Santa Eulalia a la de Carrasco. Estaba surcada por el arroyo Clamores, hoy ya cubierto, que formaba en algunos sitios pequeños estancamientos, en los que, como en la corriente del agua, se criaban muchas ranas que por las noches producían estridentes y agudos chirridos, y de aquí, primero por el vulgo y después oficialmente, la denominación de la calle. Había en este tránsito dos pequeños pasos o pontones para salvar el arroyo, uno para ir a la plazuela del Caño grande y otro más arriba para dirigirse a la Dehesa y conocido por el del Cañamón.
(Sáez y Romero, 1918, p. 26)